# Arthur Hussey
Arthur Duncan Hussey (5. marts 1882 - 11. maj 1915) var en amerikansk golfspiller som deltog i OL 1904 i St. Louis.
Hussey vandt en bronzemedalje i golf under OL 1904 i St. Louis. Han var med på det amerikanske hold United States Golf Association som kom på en tredjeplads i holdkonkurrencen i golf bag to andre amerikanske hold. 